# 森本毅郎
森本 毅郎（もりもと たけろう、1939年〈昭和14年〉9月18日 - ）は、日本のフリーアナウンサー、総合司会者。元NHKアナウンサー、ニュースキャスター。番組制作会社株式会社ラダック（LADAK）の設立者。TBSラジオで30年以上続く長寿番組であり「首都圏で一番聴かれている朝の情報番組」ともなった『森本毅郎・スタンバイ!』のパーソナリティ。また、やはり30年以上の長寿番組となったTBS→BS-TBS『噂の!東京マガジン』の総合司会を務め、テレビドラマや映画などへも出演している。

## 来歴

### 生い立ち
東京府東京市中野区（現在の東京都中野区）で3男4女の7人きょうだいの三男として誕生。兄は評論家の森本哲郎。1944年12月、東京に戦火が落とされるのを恐れ、長野県長野市横沢町へ一家揃って疎開した。
東京都立富士高等学校、慶應義塾大学文学部英文学科を卒業。大学時代は劇研（演劇研究会）に所属し、当時の仲間に石坂浩二がいる。後に石坂が主演した大河ドラマ『草燃える』ではナレーションを担当した。

### NHK時代
1963年、NHKにアナウンサーとして入局。入局後は研修を経て、岡山放送局に配属。岡山放送局時代には高校野球の決勝戦中継も経験した。
その後、佐世保放送局（当時、現在は長崎放送局傘下の支局）、神戸放送局を経て東京（本部）へ異動。
1973年から1974年まで『新日本紀行』のナレーターを担当。1974年から1977年まではインタビュー番組『女性手帳』の聞き手役を務める。1977年から1979年までは『教養特集』のキャスターを務め、1980年4月7日からは朝の情報・報道番組『NHKニュースワイド』のメインキャスターを担当した。
1984年2月29日に『NHKニュースワイド』にて「私事で恐縮ですが、今日を持ちまして『ニュースワイド』を卒業します。それと同時にNHKを辞めます」と当時としては異例の「公開フリー宣言」を公表し、2月中に『NHKニュースワイド』を卒業、NHKも退職した。

### TBS専属時代
NHKを退局後、TBSと専属契約を交わす。1984年5月7日から冠番組の『森本毅郎さわやかワイド』（ - 同年11月2日）、同年11月5日から『森本ワイドモーニングEye』（後に『モーニングEye』に改題、 - 1987年9月25日）の総合司会を担当。また、個人事務所の「株式会社森本毅郎事務所」を設立し、同社の所属となった。
このTBS専属時代、『ニュース22プライムタイム』のメインキャスター（1987年10月5日 ‐ 1988年9月30日）、『そこが知りたい』の司会（1987年 - 1997年）、『悠々!お昼です』の司会（1990年 - 1991年）、『わいど!ウォッチャー』の司会（1993年 - 1995年）を担当した。なかでも、『噂の!東京マガジン』では1989年10月1日の番組開始より現在まで総合司会を担当している。
1990年からはTBSラジオで冠番組『森本毅郎・スタンバイ!』のパーソナリティを担当する。やがて同番組は「首都圏で一番聴かれている朝の情報番組」の座を確立し、2009年7月に放送5000回、2024年11月に放送9000回を突破した。2025年2月現在も放送回数を増やし続けている。

### フリー時代
1993年にTBSとの専属契約を解除し、フジテレビやテレビ朝日などにも活動の場を広げる。ただし、日本テレビには出演歴がない。
フリー転身後は、『噂の!東京マガジン』の司会と『森本毅郎・スタンバイ!』のパーソナリティを引き続き担当しながら、フジテレビ・関西テレビ『スーパーナイト』の総合司会（1997年 - 2001年）、TBS『スパスパ人間学!』の司会（1999年 - 2005年）、フジテレビ・関西テレビ『EZ!TV』（後の『情報ライブ EZ!TV』）の総合司会（2001年 - 2005年）、テレビ朝日『グレートマザー物語』のナレーター（2001年4月 - 2007年3月）などを務めた。
2015年11月29日に放送した『噂の!東京マガジン』のエンディングで腰の手術のためしばらく休養することを報告し、2016年1月10日放送分で復帰。2022年4月1日に放送した『森本毅郎・スタンバイ!』のエンディングにて自身5度目となる腰の手術を行うことを公表し、『噂の!東京マガジン』は同年4月いっぱい休演した。
2023年6月6日からは発熱のため『森本毅郎・スタンバイ!』を欠席。6月8日までは土井敏之、6月9日放送分は火曜日コメンテーターの酒井綱一郎が代理パーソナリティを務めた。その後、6月12日放送分で一度復帰したが、6月13日には夏風邪の影響による肺炎を患ったとして、体調を考慮し、当面の間は休養することを発表した。それと同時に『噂の!東京マガジン』も休演し、『森本毅郎・スタンバイ!』には6月19日放送分、『噂の!東京マガジン』には6月25日放送分で復帰した。2024年は1月8日放送分から『森本毅郎・スタンバイ!』に出演する予定だったが、当日に発熱があったため出演を見送り、検査入院を経て1月17日放送分から出演した。
2023年に「森本毅郎事務所」を閉鎖・清算し、代わりの個人事務所として「合同会社エン」を設立した。この事務所名には、自らの終活を意識した「もう少しで“エンド”」という意味や、「円」「縁」などの意味が込められているという。

## 逸話
職務関連の逸話
- 2014年10月3日に放送した『森本毅郎・スタンバイ!』において、御嶽山噴火の話題に触れ、雨の影響で捜索を中止した自衛隊の判断について批判する小沢遼子に対して、森本は「ちょっとの風が吹いたり、雨が降るとやめちゃう自衛隊」と同調した[17]。
- 2019年11月8日に放送した『森本毅郎・スタンバイ!』において、6時57分頃の「朝刊読み比べ」コーナーが開始する直前、体調不良を訴えて途中退席した。その後、森本は病院で診察を受け、体調を回復した[18]。この日は「スポーツスタンバイ」コーナー担当者で代理パーソナリティ経験者でもある土井敏之が放送終了まで急遽代役を務め、森本は次の放送日である同年11月11日から番組に復帰した[19]。
- 2021年11月1日に放送した『森本毅郎・スタンバイ!』において、「聞こえねぇんだよ!」と怒声を上げ、アシスタントの遠藤泰子がうろたえたのち、番組がCMに移る場面があった[20]。CM明けは前日（同年10月31日）に行われた第49回衆議院議員総選挙の話題を何事もないように語っていたことから、同番組のリスナーの一部は「森本さんがスタッフに対して怒っていたのではないか?」「ある意味放送事故」とSNSでコメントした[20]。これについて、森本は「ラジオブースの外に副調整室があって、そこから指示を出す人がいるんです。その人の声が小さいうえに、本来ならば『トークバック』という、連絡用の音声系統で話してくれればいいんだけど、それを使わないでブースの外で話しているから『聞こえないんだよ』って」と事実関係を説明している[21]。

パーソナルデータ
- 阪神タイガースファンとして知られている[22]。
- 趣味：競馬、ゴルフ[7]。
- NHK岡山局時代に出逢った女性と結婚し、2人の子を授かった。
- 血液型はA型。

## 出演

### テレビ番組
NHK時代
報道番組
| 期間      | 期間      | 番組名                         | 役職                       |
| --------- | --------- | ------------------------------ | -------------------------- |
| 時期不明  | 時期不明  | ニュースセンター9時（NHK総合） | ナレーター                 |
| 1980年4月 | 1984年2月 | NHKニュースワイド（NHK総合）   | 月～金曜版メインキャスター |

報道番組以外（教養・紀行・ドラマなど）
- 新日本紀行（1973年 - 1974年、NHK総合） - ナレーター
- 女性手帳（1974年4月 - 1977年3月、NHK総合） - 聞き手
- 教養特集（1977年 - 1979年、NHK総合） - キャスター
- 大河ドラマ 草燃える（1979年、NHK総合） - ナレーター
- 江夏の21球（1983年、NHK総合） - ナレーター
- NHK競馬中継（不定期）

TBS専属時代
報道・情報ワイドショー番組（専属契約解除後も含めて）
| 期間       | 期間      | 番組名                                          | 役職 |
| ---------- | --------- | ----------------------------------------------- | --- |
| 1984年5月  | 1987年9月 | 森本毅郎さわやかワイド→森本ワイド モーニングEye | 総合司会 |
| 1987年10月 | 1988年9月 | JNNニュース22プライムタイム                     | メインキャスター |
| 1987年10月 | 1997年9月 | そこが知りたい                                  | 司会 |
| 1989年10月 | 現在      | 噂の!東京マガジン                               | 総合司会 ※同局専属契約解除後もフリーとして引き続き出演を継続、さらに、番組の放映権を同局の関連会社であるBS-TBSに移行後も引き続き放送を継続 |
| 1990年4月  | 1990年9月 | ぴりっとタケロー                                | 司会 |
| 1990年10月 | 1991年9月 | 悠々!お昼です                                   | 司会 |
| 1993年3月  | 1995年3月 | わいど!ウォッチャー→ウォッチャー                | 司会 |

バラエティ・特別番組
- 諸君!スペシャルだ→日曜ゴールデン特番（1984年4月 - 9月）
- ザ・ベストテン（1985年7月25日） - 司会
- 輝く!日本レコード大賞（1984年 - 1986年、TBSテレビ・ラジオ） - 司会[24] ※高橋圭三の後任

フリー転身後
TBS
- スパスパ人間学!（1999年 - 2004年） - 司会

フジテレビ
| 期間          | 期間          | 番組名                 | 役職 | 備考                                                                                   |
| ------------- | ------------- | ---------------------- | ---- | -------------------------------------------------------------------------------------- |
| 1997年10月5日 | 2001年3月25日 | スーパーナイト         | 司会 | - いずれも関西テレビとの共同制作として放送 - （現在の同時間帯は『Mr.サンデー』を放送） |
| 2001年4月1日  | 2005年9月25日 | EZ!TV→情報ライブ EZ!TV | 司会 | - いずれも関西テレビとの共同制作として放送 - （現在の同時間帯は『Mr.サンデー』を放送） |

テレビ朝日
- グレートマザー物語（2001年4月 - 2007年3月） - ナレーター

NHK BS
- ハイビジョン特集『偉大なる旅人 鄭和』（2006年2月1日・2日、BShi） - ナレーター[注 2]

### ラジオ番組
- 森本毅郎のザ・トーク〜すまい新発見〜（1986年、TBSラジオ）
- タケロー幸せ気分で（1989年1月 - 1990年4月、TBSラジオ）
- 森本毅郎・スタンバイ!（1990年4月9日 - 、TBSラジオ）
- 放送100年企画 森本毅郎41年ぶりのNHK（2025年3月21日、NHKラジオ第1・TBSラジオ）[注 3]

### 映画
- ゴジラ（1984年12月15日、東宝） - 本人役[1]
- 男はつらいよ 柴又より愛をこめて（1985年12月28日、松竹） - TVキャスター 役
- 咬みつきたい（1991年6月1日、東宝） - 北原隆三郎 役
- Jリーグを100倍楽しく見る方法!!（1994年6月11日、TBS）

### テレビドラマ
- 兜町（1989年3月22日、TBS） - 横島専務 役
- 花と龍（1992年1月4日、TBS）
- 松本清張作家活動40年記念・迷走地図（1992年3月30日、TBS） - 外浦卓郎 役
- 辞めてたまるか!（1997年3月3日、TBS） - 川井常務 役
- 理想の上司 第8話（1997年6月1日、TBS）- 緑川建造 役 [26]
- ルーズヴェルト・ゲーム 第3話（2014年5月11日、TBS） - 上田正智 役

### CM
- 富士通「FM-16β」（1985年）
- HOYA「HOYA V3」（1987年）[注 4]
- 社会保険庁「社会保険」（1994年、生島ヒロシ・小倉智昭と共演）

### 音楽作品
- 嘉門達夫「宴」（1991年、ビクター音楽産業） - 『クイズ言葉足らず』の司会者 役（YOU〈FAIRCHILDのメンバー、解答者 役〉と共演）

## 著書

### 単著
- 『ぼくの人間手帖』新潮社、1984年8月20日。 ISBN 978-4-1035-4401-2
  - 『ぼくの人間手帖』〈新潮文庫〉、新潮社、1987年7月25日。 ISBN 978-4-1010-3711-0
- 『幸せのものさし』（1985年、講談社、のち文庫） ISBN 978-4-0620-1499-1
- 『母のオルガン』（1985年、講談社、のち文庫） ISBN 978-4-0618-4219-9
- 『ぼくのコーヒー・ブレイク : 森本毅郎スペシャル対談』毎日新聞社、1985年9月18日。（ISBN 978-4-0225-5400-0）
- 『お早いご帰還』（1987年、主婦の友社） ISBN 978-4-0792-5360-4
- 『住まい面白発見』（TBSラジオ編、1987年、丸善出版） ISBN 978-4-6210-3198-8
- 『転勤を命ず』（1991年、主婦の友社） ISBN 978-4-0793-7474-3
- 『怒りの「正論」』（1993年、講談社） ISBN 978-4-0620-6428-6
- 『夢球場』（1993年、学習研究社） ISBN 978-4-0540-0153-4

### 共著編
- 『血液型人間学のウソ エーッ、ウッソー、ホントォ…やっぱりウソ』（森本毅郎の"TBS日曜ゴールデン特版" 編、1985年、日本実業出版社 エスカルゴ・ブックス） ISBN 978-4-5340-1005-6
- 『タケロー・タケヒコの本音斬り』（前田武彦共著、1985年、グラフ社） ※『モーニングEye』の金曜レギュラーだった前田とのコーナーから出版。 ISBN 978-4-7662-0101-7
- 『チャンピオンのステッキ 岡部幸雄が語る平成競馬の楽しみ方 トウカイテイオーからナリタブライアンまでー。』（聞き手、1995年、コミュニケーションハウス・ケースリー） ISBN 978-4-7563-1018-7
- 『ホットな話題クールな真相 月尾センセイに聞いてみた』（月尾嘉男共著、2002年、日本実業出版社） ※『話題のアンテナ 日本全国8時です』の木曜レギュラーゲスト・月尾と共に上梓。 ISBN 978-4-5340-3365-9

### 翻訳
- キース・スパイサー『こう話せば成功する エグゼクティブのためのパワーアップ・スピーチ術』（桜内篤子共訳、1985年、TBSブリタニカ） ISBN 978-4-4848-5114-3
- デール・カーネギー『自信がつく話し方教室』（1985年、三笠書房 知的生きかた文庫） ISBN 978-4-8379-0054-2

### 単行本未収録小説
- 「ADたちの夜」（1989年4月、『オール読物』）
- 「赤い眼」（1990年8月、『オール読物』）

## 関連人物
- 草野仁：森本と同じく、TBSでフリーアナウンサーデビューをした元NHKアナウンサー。